# Monastère de Putna
 (décembre 2017).
Le monastère de Putna (en roumain : Mănăstirea Putna) est un monastère orthodoxe roumain, un des centres les plus importants du point de vue cultuel, religieux et historique élevé au Moyen Âge en Moldavie, à 33 km au nord-ouest de la ville de Rădăuți, dans le județ de Suceava, en Bucovine.

## Historique
Comme beaucoup d'autres monastères moldaves, Putna est construit et consacré par le voïvode Étienne III le Grand de Moldavie. Putna est fondé sur les rives de la rivière homonyme. Au monastère de Putna se trouvent les sépultures d'Étienne et des membres de sa famille, dont sa deuxième épouse, Marie de Doros (il est veuf trois fois). Cela en fait de nos jours un lieu de pèlerinage historique. L'iconographie et les pierres tombales sont réputées comme de beaux exemples de l'art moldave du XVe siècle. 

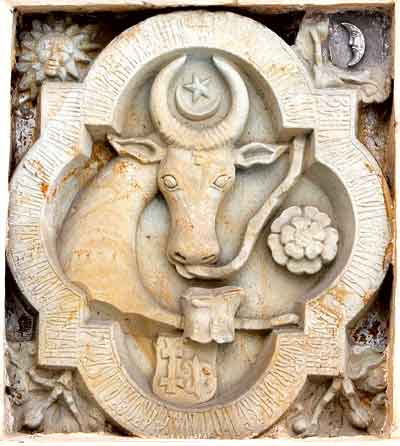
Détail du décor du monastère (blason de la Moldavie, avec la tête d'aurochs).

Après qu'Étienne III le Grand a gagné la Bataille de Baia (1467) qui lui permit de reprendre la cité portuaire de Chilia Nouă, il débute l'édification du monastère afin de rendre grâce à Dieu, le 10 juillet 1466 l'église est dédiée à la Vierge Marie. Le terrain sur lequel le monastère est construit est censé avoir été précédemment occupé par une forteresse. Une chronique d'époque mentionne qu'Étienne achète le village de Vicovu de Sus en échange de 200 pièces d'or, et attribue la terre et le revenu au trésor du monastère. 
Le monastère de Putna est achevé en trois ans, mais est consacré seulement après quatre années supplémentaires, étant donné que les moldaves se sont engagés dans d'autres batailles. Le 3 septembre 1470, pendant une cérémonie tenue en présence d'Étienne et de toute sa famille, le monastère est consacré, et plus tard devient l'emplacement religieux le plus important dans la région. 

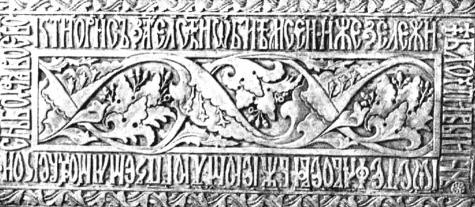
Pierre tombale d'Étienne III le Grand à Putna.

La grande pierre tombale d'Étienne dans l'église actuelle de Putna est rénovée entre 1653 et 1662 par le voïvode Basile le Loup et par ses successeurs. Bien que le bâtiment suive le plan au sol d'une église moldave typique des XVe et XVIe siècles, il possède beaucoup de dispositifs architecturaux et décoratifs caractéristiques du XVIIe siècle. 
Pendant longtemps, on croit que le monastère est conçu par un architecte grec appelé Théodore, d'après l'interprétation des chroniques de Chilia Nouă, mais cette interprétation s'est avérée erronée.

## Source
- Analele Putnei, revue du Centre de Recherche et de Documentation « Ștefan cel Mare ».